# 北海道機船漁業協同組合連合会
北海道機船漁業協同組合連合会（ほっかいどうきせんぎょぎょうきょうどうくみあいれんごうかい）は、北海道札幌市中央区に組合事務所を置く漁業協同組合連合会である。通称「きせんれん」。北海道内で沖合底びき網漁業を行う漁業協同組合により構成される。

## 概要
水産業協同組合法に基づく漁業協同組合連合会であり、北海道で沖合底びき網漁業を行う漁業協同組合の総括的組織である。漁業者組織として、日ロ漁業交渉にも参加している。
機船漁業とは、動力船を用いて行う底びき網漁業のことを指す。北海道の沖合底びき網漁業は、船尾に投揚網スリップウェイを持つ160総トン級の底びき網漁船を使用し、基本的に日帰り形態の操業で、スケトウダラやホッケなどを漁獲する。漁法としては、網にオッターボード（航走抵抗を利用して網の口を開かせる板）を取り付けて行う「オッタートロール漁法」と、予め網を開いた形状に展開して投入してから引く「かけまわし漁法」がある。2021年時点で北海道内では、機船漁業専門の組合として稚内・小樽・釧路の各機船漁業協同組合があり、また小樽市・枝幸・網走・紋別・広尾・日高・室蘭の各漁業協同組合にも沖合底びき網漁船が所属している。道内で操業許可を受けている沖合底びき網漁船は、2021年現在で計34隻である。

## 沿革
- 1950年（昭和25年）5月30日 - 設立[2][7]。